# Ramera (álbum)
Ramera es un EP o CD multimedia lanzado por la banda de pop rock peruana Mar de Copas. Fue lanzado en 2002 bajo MDC Producciones como disquera.

## Historia
Este CD-multimedia (enhanced CD) incluye el tema "Ramera" (versión eléctrica), "Canción de un amor que dejó de andar" (demo) y 4 versiones acústicas del recital que la banda ofreció en el año 1998 en el Centro Cultural de la PUCP ("Huida", "Momentos de ti"., "Cuenta la historia" y "El dolor del amor"). Además vienen incluidos los 4 video-clips oficiales de Mar de Copas: "Mujer noche", "Enloqueciendo", "Suna" y "El rumbo del mar".

## Lista de canciones

### Canciones
1. Ramera
2. Canción de un amor que dejó de andar (demo)
3. Huida (acústico)
4. Momentos en ti (acústico)
5. Cuenta la historia (acústico)
6. El dolor del amor (acústico)

### Videos
1. Mujer noche
2. Enloqueciendo
3. Suna
4. El rumbo del mar